# Омагьосана зима
„Омагьосана зима“ (на шведски: Trollvinter) е петата книга от поредицата за муминтроли на финландската писателка Туве Янсон. За първи път е публикувана през 1957 г. „Омагьосана зима“ се отличава с психологическа задълбоченост и по-сериозен поглед върху вътрешния свят на героите, което не е така характерно за по-ранните произведения от поредицата, но се запазва като тенденция и се развива в последвалите. През по-голямата част от книгата Муминтрол се чувства самотен, нещастен, ядосан или уплашен, тъй като е принуден да оцелява в свят, който му е чужд и непознат.

## Сюжет
Внимание:  Текстът по-долу разкрива сюжета на произведението (или части от него)!
Една нощ малкият Муминтрол се събужда и открива, че всички от неговото семейство са потънали в дълбок зимен сън. Муминтрол не може да заспи отново и открива непознат за него свят, където слънцето не изгрява, а земята е покрита със сняг. Той решава да открие каква е причината за това и да върне обратно пролетта. Муминтрол среща нови, странни същества, за чието съществуване не е подозирал. Запознава се с Тоо-тики – здравомислеща, активна личност, която през зимата живее в плажната беседка на муминтролите (нейният образ е вдъхновен от Туулики Пиетила – партньорка в живота на Туве Янсон ). Единственият познат от „истинския свят“, както Муминтрол нарича лятото, е Малката Мю. За разлика от угнетения, нещастен Муминтрол, тя с приключенски прагматизъм се възползва от новите възможности за забавление. С помощта на Тоо-тики и малката Мю, след поредица от приключения, малкият Муминтрол успява да съживи отдавна заспалия живот в Муминската долина и да дочака пролетта.